# 石雪清
石雪清（1958年12月27日—），生于辽宁大连。曾任大连万达足球俱乐部副总经理及其後續球隊大连实德足球俱乐部之首任总经理，現任大连万达集团企业文化公司总经理。

## 簡歷
石雪清13岁时加入中国人民解放军，在云南进行足球训练。结束了在大连造船厂的工作之后，于1985年开始在《大连日报》工作。1993年开始在足球周报工作，也是足球周报的首任主编。
1995年底出任大连万达足球俱乐部副总经理。期间经历万达队甲A三连冠（1996-1998）。2000年成为新成立的大连实德足球俱乐部首任总经理，于同年5月因与实德集团高层领导理念不合而提出辞职。2001年、2002年在重庆力帆足球俱乐部任职，第一年重庆队以甲A第11名结束比赛，第二年取得第6名的成绩。
2003年开始在大连万达集团任职，历任万达集团哈尔滨、重庆公司总经理，现任万达集团企业文化公司总经理。